# Synagoge (Achalziche)

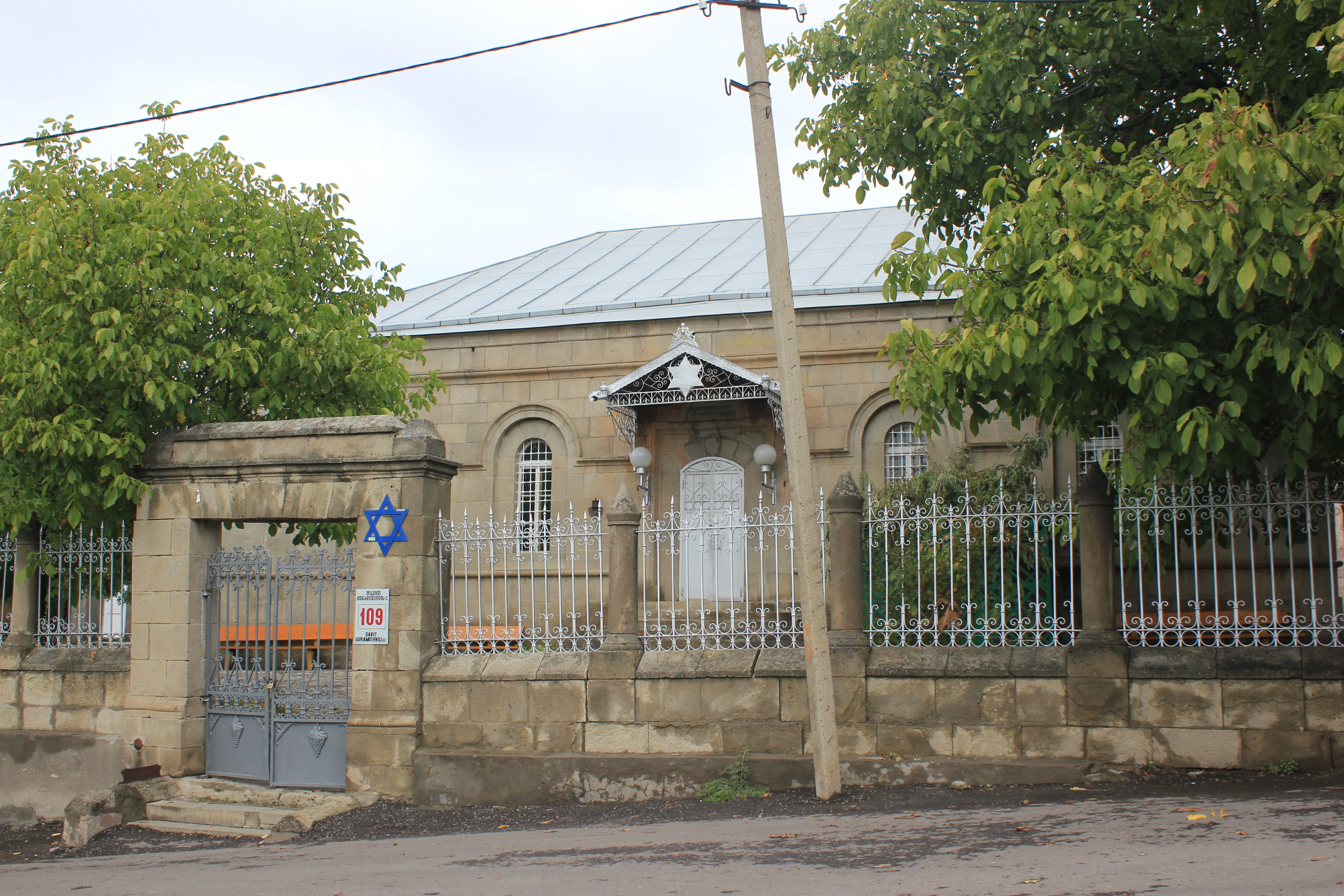
Außenansicht (2017)

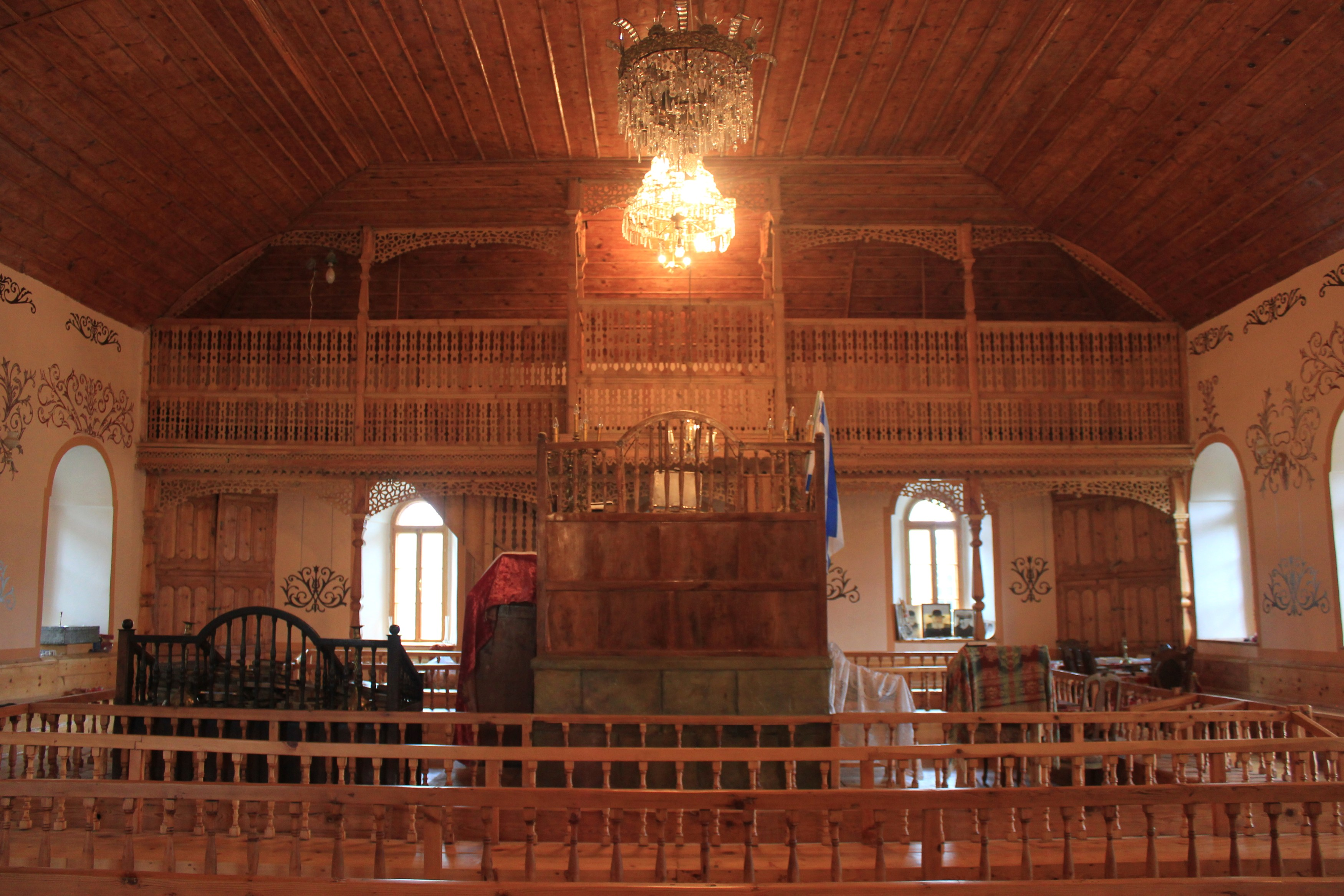
Innenansicht (2017)

Die Synagoge in Achalziche, einer Stadt im Süden Georgiens, wurde 1863 errichtet. Sie ist eine von zwei jüdischen Gotteshäusern in Achalziche und wird als Alte Synagoge bezeichnet. Die Neue Synagoge befindet sich unweit in derselben Straße.
Die Synagoge der georgisch-jüdische Gemeinde besitzt einen Toraschrein an der Westseite in Richtung Jerusalem. Der Eingang ist im Süden. An der Ostseite, gegenüber dem Toraschrein, befindet sich die Frauenempore.
Das Gebäude wurde 2011/12 renoviert.